# セバスチャン・ルリ
セバスチャン・ルリ（Sebastián Rulli、1975年7月6日 - ）はアルゼンチンの俳優。